# سقوط قلعه اوساکا

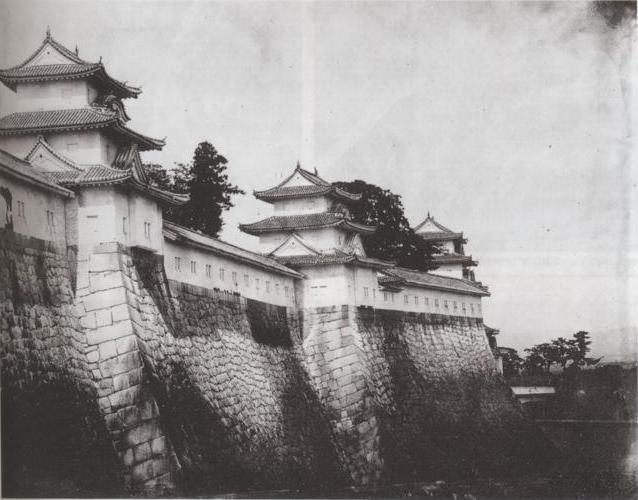
قلعه اوساکا در سال ۱۸۶۵ میلادی

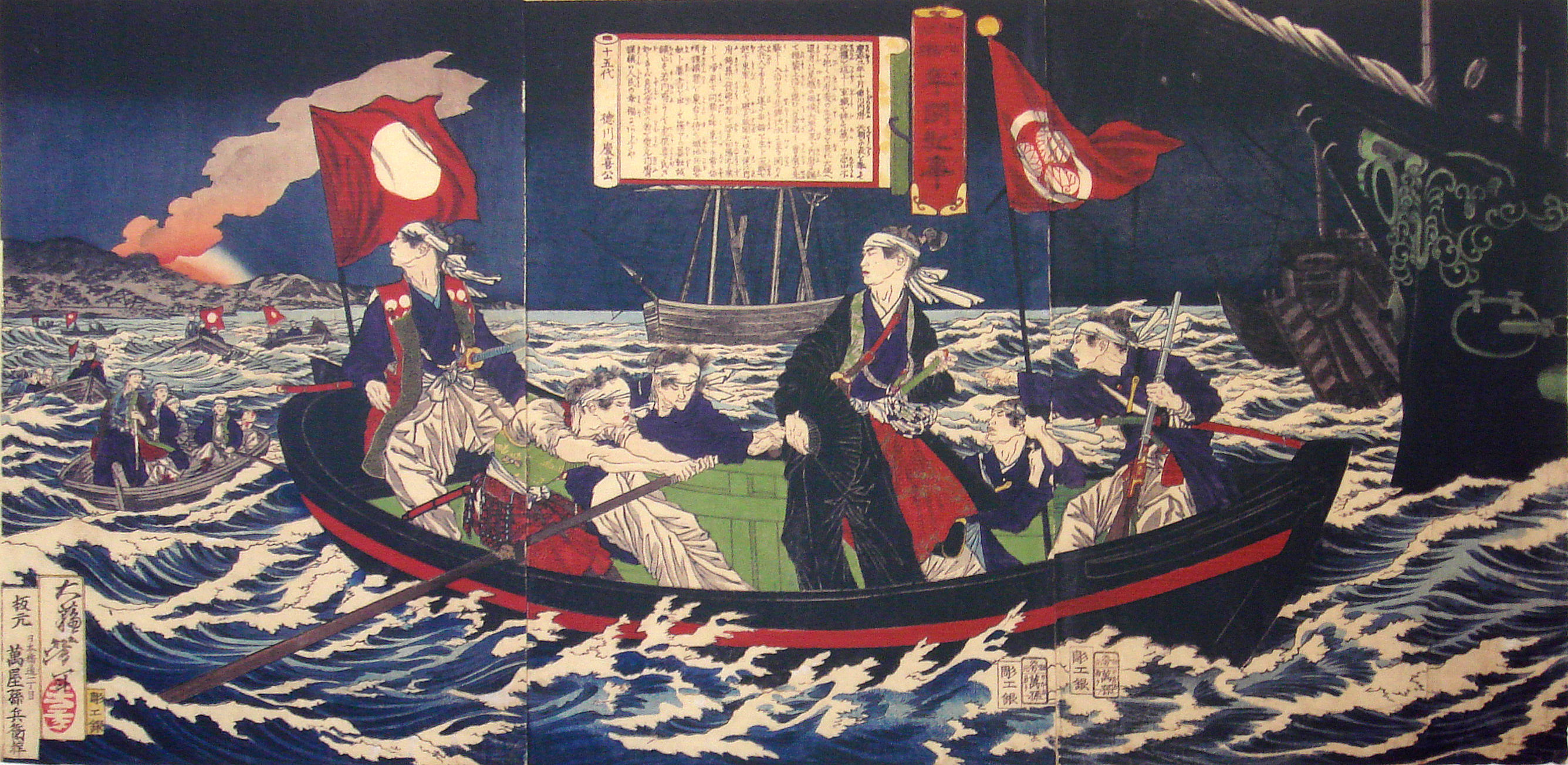
تصویری نقاشی شده که در آن شوگون پانزدهم توکوگاوا یوشینوبو با کشتی به سمت ادو حرکت می‌کند و به آتش‌سوزی در قلعه اوساکا در پس زمینه نگاه می‌کند

سقوط قلعه اوساکا نبردی بود که در طول جنگ بوشین در ژاپن و به مدت کمی پس از نبرد توبا–فوشیمی مابین، نیروهای وفادار به شوگون‌سالاری توکوگاوا در قلعه اوساکا و نیروهای طرفدار امپراتور رخ داد. این قلعه در تاریخ ۲ فوریه ۱۸۶۸ سقوط کرد و به دست طرفداران امپراتور ژاپن افتاد.

## تاریخچه
قلعه اوساکا نماد و همان‌طور پایگاه قدرت شوگون‌سالاری توکوگاوا در غرب ژاپن بود. همچنین این قلعه از لحاظ تاریخی قابل توجه بود. قلعه اوساکا محل محاصره اوساکا بود. این محاصره و پیروزی در آن موجب قدرت گرفتن و استقرار خاندان توکوگاوا به عنوان شوگون بیش از دو قرن پیش در ژاپن شد.
پس از شکست پانزدهمین و آخرین شوگون، توکوگاوا یوشینوبو در نبرد توبا–فوشیمی در ۳۱ ژانویه ۱۸۶۸. نیروهای وفادار به شوگون‌سالاری توکوگاوا سعی کردند در زیر فرمان توکوگاوا یوشینوبو دوباره به سازمان دهی بپردازند. مشاوران و رهبران نظامی توکوگاوا یوشینوبو برای برنامه‌ریزی استراتژی در قلعه اوساکا جمع شدند آنها به منظور تقویت روحیه به شوگون توصیه کردند که وی شخصاً به عنوان فرمانده نیروهای شوگون‌سالاری در میدان جنگ حضور داشته باشد.
با وجود این بعدازظهر همان روز، توکوگاوا یوشینوبو به همراه دایمیوهای (اربابان) قلمروی آیزو و قلمروی کووانا از قلعه اوساکا خارج شد که بتواند با کشتی جنگی کای‌یو مارو متعلق به شوگون‌سالاری به ادو بگریزد. از آنجائیکه که هنوز کشتی کایو مارو به خلیج اوساکا نرسیده بود، وی شب هنگام در یک کشتی جنگی آمریکایی بنام یواس‌اس ایروکوا (۱۸۵۹) که در خلیج اوساکا، لنگر انداخته بود، پناه گرفت. دو ساعت بعد از ورود وی به کشتی آمریکایی، کشتی کایو مارو به خلیج وارد شد و وی و همراهانش به این کشتی منتقل شدند.
هنگامی که بقایای نیروهای شوگون‌سالاری توکوگاوا متوجه شدند که شوگون آنان را رها کرده، آنها نیز از قلعه اوساکا خارج شدند و این قلعه بدون مقاومت به تصرف نیروهای امپراتوری که قلعه را محاصره کرده بودند، درآمد و در ۲ فوریه ۱۸۶۸ سوزانده شد.